# Парменион Дзифрас
Парменион Н. Дзифрас (на гръцки: Παρμενίων Ν. Τζίφρας) е виден гръцки юрист, член на Върховния съд.

## Биография
Парменион Дзифрас е роден в 1925 година в южномакедонското костурско село Богатско (Вогацико), Гърция. Завършва право в Солунския университет в 1949 година. В 1951 година започва работа като адвокат, а в 1955 година влиза след конкурс в съдебната система. В 1919 година е избран за заместник-председател на Върховния съд.
В 2000 година Дзифрас публикува книга, посветена на участието му в съдийския състав, занимаващ се със скандала „Коскотас“ и озаглавена Η αθωωτική μου ψήφος για τον Ανδρέα Γ. Παπανδρέου („Моят оправдателен вот за Андреас Г. Папандреу“). Автор е и на книгата Ιστορία Βογατσικού Καστοριάς („История на костурско Богатско“), посветена на историята на родното му село.
Дзифрас е автор и на много книги на правна тематика.
Умира в 2015 година.